# The Crown
The Crown (с англ. — «Корона») — шведская дэт-метал-группа, основанная в Тролльхеттане в 1990 году под названием Crown of Thorns (с англ. — «Терновый венец»). Сменив название в 1998 году, коллектив просуществовал до 2004 года, но в 2009 году музыканты вновь собрали группу и продолжают активную студийную и концертную деятельность.

## История
Первоначально музыканты использовали название Crown of Thorns, но были вынуждены сменить его из-за того, что существовала американская группа под таким же именем. Их музыка и тексты были вдохновлены смертью, антирелигиозными темами (в основном направленными против христианства) и бунтарскими идеями. Они известны своим сплавом мелодичного дэт-метала с агрессивным звучанием олдскульного дэт-метала 90-х годов и значительными влияниями трэш-метала, напоминающими такие группы, как Possessed и ранняя Sepultura.
The Crown распались в 2004 году из-за низкого коммерческого успеха группы. После этого вокалист Йохан Линдстранд сформировал группу One Man Army and the Undead Quartet. Марко Тервонен сформировал Angel Blake, названную в честь одной из песен Danzig. В 2008 году четырьмя участниками The Crown (Тервонен, Сунессон, Олсфельт и Сааренпяя) была основана группа Dobermann. Через год к ним присоединился вокалист Йонас Столхаммар из God Macabre, и Dobermann официально сменили название на The Crown, таким образом продолжив историю коллектива.
30 июня 2010 года стало известно, что The Crown подписали контракт с Century Media Records, и восьмой студийный альбом группы, Doomsday King, был выпущен в сентябре 2010 года.
The Crown отпраздновали своё 25-летие выпуском девятого студийного альбома Death Is Not Dead 12 января 2015 года. 27 октября 2014 года был выпущен первый сингл «Headhunter», и в тот же день было выпущено музыкальное видео.
28 ноября 2017 года было объявлено, что The Crown вернулись на Metal Blade Records и 12 января 2018 года выпустили первый сингл «Iron Crown» со своего десятого студийного альбома Cobra Speed Venom. На этом альбоме The Crown использовали струнный квартет с Александром Брингсониу, играющим на скрипке, альте и виолончели. Их одиннадцатый студийный альбом Royal Destroyer был выпущен 12 марта 2021 года.

## Состав

### Текущий состав
- Марко Тервонен — ритм-гитара (1990–2004, 2009–наши дни)
- Йохан Линдстранд — вокал (1990–2001, 2002–2004, 2011–наши дни)
- Робин Серквист — соло-гитара (2013–наши дни)
- Маттиас Расмуссен – бас-гитара (2022–наши дни)
- Микаэль Норен – ударные (2022–наши дни)

### Бывшие участники
- Магнус Ольсфельт — бас-гитара (1990–2004, 2009–2022)
- Хенрик Аксельссон — ударные (2014–2022)
- Янне Сааренпяя — ударные (1990–2004, 2009–2014)
- Роберт Остерберг — соло-гитара (1990–1993)
- Маркус Сунессон — соло-гитара (1993–2004, 2009-2013)
- Томас Линдберг — вокал (2001–2002)
- Йонас Столхаммар — вокал (2009–2011)

## Дискография
Студийные альбомы:
- 1995 — The Burning (под именем Crown of Thorns)
- 1997 — Eternal Death (под именем Crown of Thorns)
- 1999 — Hell Is Here
- 2000 — Deathrace King
- 2002 — Crowned in Terror
- 2003 — Possessed 13
- 2004 — Crowned Unholy
- 2010 — Doomsday King
- 2015 — Death Is Not Dead
- 2018 — Cobra Speed Venom
- 2021 — Royal Destroyer

Демо:
- 1993 — Forever Heaven Gone
- 1994 — Forget the Light